# Peter Risi
Peter Risi (ur. 16 maja 1950 w Buochs, zm. 11 grudnia 2010) – szwajcarski piłkarz grający na pozycji napastnika. W swojej karierze rozegrał 15 meczów w reprezentacji Szwajcarii, w których strzelił 3 gole.

## Kariera piłkarska
Swoją karierę piłkarską Risi rozpoczął w klubie SC Buochs. W 1969 roku awansował do pierwszego zespołu i w sezonie 1969/1970 zadebiutował w jego barwach w 1. Liga. W 1970 roku odszedł do pierwszoligowego FC La Chaux-de-Fonds. W zespole tym występował przez dwa lata. W 1972 roku został zawodnikiem FC Winterthur. Zawodnikiem Winterthuru był do końca sezonu 1974/1975.
Latem 1975 roku Risi przeszedł do FC Zürich. W pierwszym sezonie gry w tym klubie strzelił 33 gole, dzięki czemu po raz pierwszy w karierze został królem strzelców szwajcarskiej ligi. Wraz z klubem z Zurychu wywalczył też mistrzostwo oraz Puchar Szwajcarii. W sezonie 1978/1979, w którym FC Zürich został wicemistrzem Szwajcarii, Risi strzelił 16 goli i po raz drugi został najlepszym strzelcem ligi.
W 1979 roku Risi odszedł do FC Luzern. W sezonie 1980/1981 po raz trzeci został królem strzelców Nationalligi A (18 goli). W 1984 roku wrócił do SC Buochs, w którym zakończył swoją sportową karierę.
| Sezon   | Klub                 | Kraj       | Rozgrywki      | Mecze | Gole |
| ------- | -------------------- | ---------- | -------------- | ----- | ---- |
| 1969/70 | SC Buochs            | Szwajcaria | 1. Liga        | ?     | ?    |
| 1970/71 | FC La Chaux-de-Fonds | Szwajcaria | Nationalliga A | 23    | 16   |
| 1971/72 | FC La Chaux-de-Fonds | Szwajcaria | Nationalliga A | 25    | 8    |
| 1972/73 | FC Winterthur        | Szwajcaria | Nationalliga A | 26    | 16   |
| 1973/74 | FC Winterthur        | Szwajcaria | Nationalliga A | 26    | 17   |
| 1974/75 | FC Winterthur        | Szwajcaria | Nationalliga A | 23    | 12   |
| 1975/76 | FC Zürich            | Szwajcaria | Nationalliga A | 26    | 33   |
| 1976/77 | FC Zürich            | Szwajcaria | Nationalliga A | 24    | 15   |
| 1977/78 | FC Zürich            | Szwajcaria | Nationalliga A | 27    | 12   |
| 1978/79 | FC Zürich            | Szwajcaria | Nationalliga A | 31    | 16   |
| 1979/80 | FC Luzern            | Szwajcaria | Nationalliga A | 35    | 19   |
| 1980/81 | FC Luzern            | Szwajcaria | Nationalliga A | 26    | 18   |
| 1981/82 | FC Luzern            | Szwajcaria | Nationalliga A | 28    | 12   |
| 1982/83 | FC Luzern            | Szwajcaria | Nationalliga A | 29    | 16   |
| 1983/84 | FC Luzern            | Szwajcaria | Nationalliga A | 20    | 7    |
| 1984/85 | SC Buochs            | Szwajcaria | 1. Liga        | ?     | ?    |
| 1985/86 | SC Buochs            | Szwajcaria | 1. Liga        | ?     | ?    |
| 1986/87 | SC Buochs            | Szwajcaria | 1. Liga        | ?     | ?    |

## Kariera reprezentacyjna
W reprezentacji Szwajcarii Risi zadebiutował 9 czerwca 1974 roku w zremisowanym 0:0 towarzyskim meczu ze Szwecją, rozegranym w Malmö. W swojej karierze grał w: eliminacjach do Euro 76 i eliminacjach do MŚ 1978. Od 1974 do 1977 roku rozegrał w kadrze narodowej 15 meczów, w których strzelił 3 gole.